# 钟山区
钟山区是中国贵州省六盘水市的市辖区，市政府驻地。人口60.68万，479平方公里，农业人口15万。區盛產煤礦，此外有雙洞水力發電站提供電力。2020年7月，将水城县的保华镇、木果镇、南开苗族彝族乡、金盆苗族彝族乡、青林苗族彝族乡划归六盘水市钟山区管辖。

## 行政区划
钟山区下辖9个街道办事处、5个镇、3个民族乡：
黄土坡街道、红岩街道、荷泉街道、荷城街道、杨柳街道、凤凰街道、德坞街道、月照街道、双戛街道、大河镇、汪家寨镇、大湾镇、青林苗族彝族乡、木果镇、保华镇、南开苗族彝族乡和金盆苗族彝族乡。